# Mühlbach (Amper, Moosburg an der Isar)
Der Mühlbach ist ein aus der Moosach abgeleiteter, fast 14 km langer  Bach, der durch Moosburg an der Isar fließt und nördlich der Stadt von rechts in die Amper mündet.

## Geographie

### Verlauf
Der Mühlbach wird südwestlich des Kirchdorfes Oberhummel der Gemeinde Langenbach einige hundert Meter vor deren Mündung in die Isar aus der Moosach nach links abgeleitet. Der Bach durchquert Oberhummel und fließt am südlichen Ortsrand von Niederhummel entlang wieder in die bewaldeten Isarauen. Kurz bevor der Mühlbach den Auwald südlich von Moosburg wieder verlässt, zweigt an der Alten Mühlbachschleuse⊙ ein kleiner Bach ab, der in die Isar mündet. Das Wehr diente auch dazu überschüssiges Wasser abzuleiten. Den Schutz der Stadt übernimmt heute ein Wehr im zurückverlegten Hochwasserdeich der Isar, der am Waldrand der Isarauen vom Mühlbach durchquert wird. Am südlichen Stadtrand von Moosburg überquert der Bach auf einer Brücke ⊙ den Amper-Überführungskanal. Dieser wurde angelegt, um Wasser aus der Amper für die Uppenbornwerke nordöstlich von Moosburg nutzbar zu machen. Nachdem er den Stadtteil Bonau durchquert hat, fließt der Mühlbach östlich an der Altstadt vorbei. Dort zweigt der Schleiferbach ab, der nördlich der Stadt in die Isar mündet. Der Mühlbach fließt weiter Richtung Norden durch den Stadtteil Neustadt und mündet hundert Meter unterhalb der Flussbrücke der Bahnstrecke München–Regensburg von rechts in die Amper.
Der Mühlbach mündet nach einem 13,6 km langen Lauf mit mittlerem Sohlgefälle von nur etwa 1,5 ‰ rund 21 Höhenmeter unterhalb seines Abzweigs von der Moosach.

### Einzugsgebiet
Das Einzugsgebiet des Mühlbachs ist 12,5 km² groß. Es grenzt im Südosten an das der fast durchweg recht nahen Isar, im Nordwesten an das der anfangs sehr viel ferneren Amper, welcher von der Wasserscheide her zunächst der Langenbach, dann einige kleinere Auengewässer wie der Wehrbach zulaufen, während im Stadtgebiet von Moosburg dann die Amper selbst zum nächsten Nachbargewässer auf dieser Seite wird.

### Abzweige
- (Bach durch die Isaraue), nach rechts auf 418 m ü. NHN[BA 1] an der Alten Mühlbachschleuse⊙ eben noch in der Isaraue kurz vor dem Sportgelände am Südrand von Moosburg. Mündet südöstlich von Moosburg-Bonau von links in die Isar.
- Schleiferbach, nach rechts auf 415 m ü. NHN[BA 1] in Moosburg am Abzweig des Schleiferbachwegs vom Stadtgraben⊙. Mündet nordöstlich von Moosburg-Neustadt kurz vor dem Amper-Durchbruch von links in die Isar.

## Mühlen am Lauf
Der Bach war in seinem Verlauf die Energiequelle für fünf Mühlen:
- Mühle in Oberhummel ⊙
- Bonaumühle ⊙
- Burgermühle ⊙
- Weihmühle ⊙
- Wörthmühle ⊙

Der abzweigende Schleiferbach wurde für den Betrieb einer Schleifmühle genutzt.

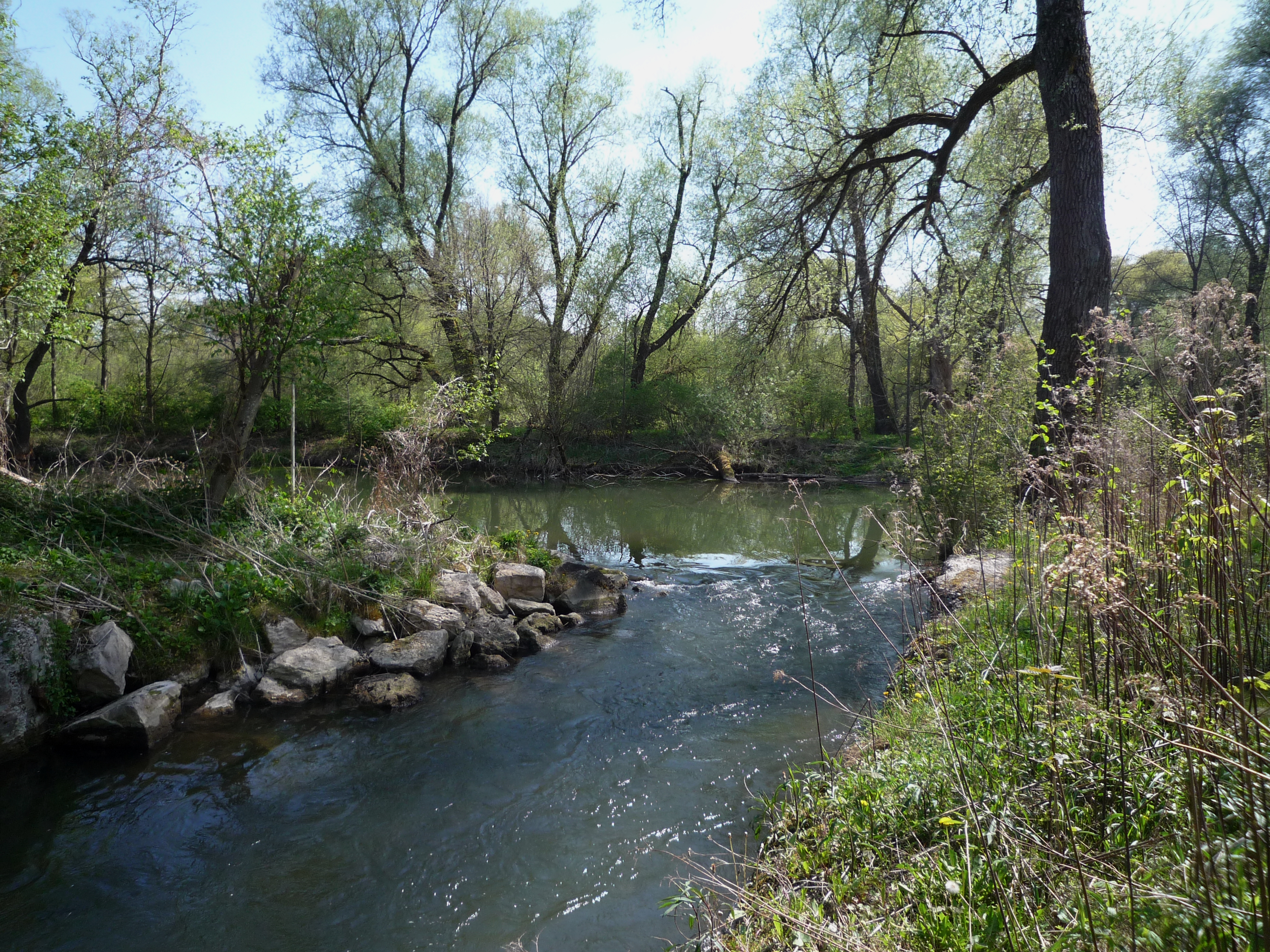
Abzweigung des Mühlbachs von der Moosach
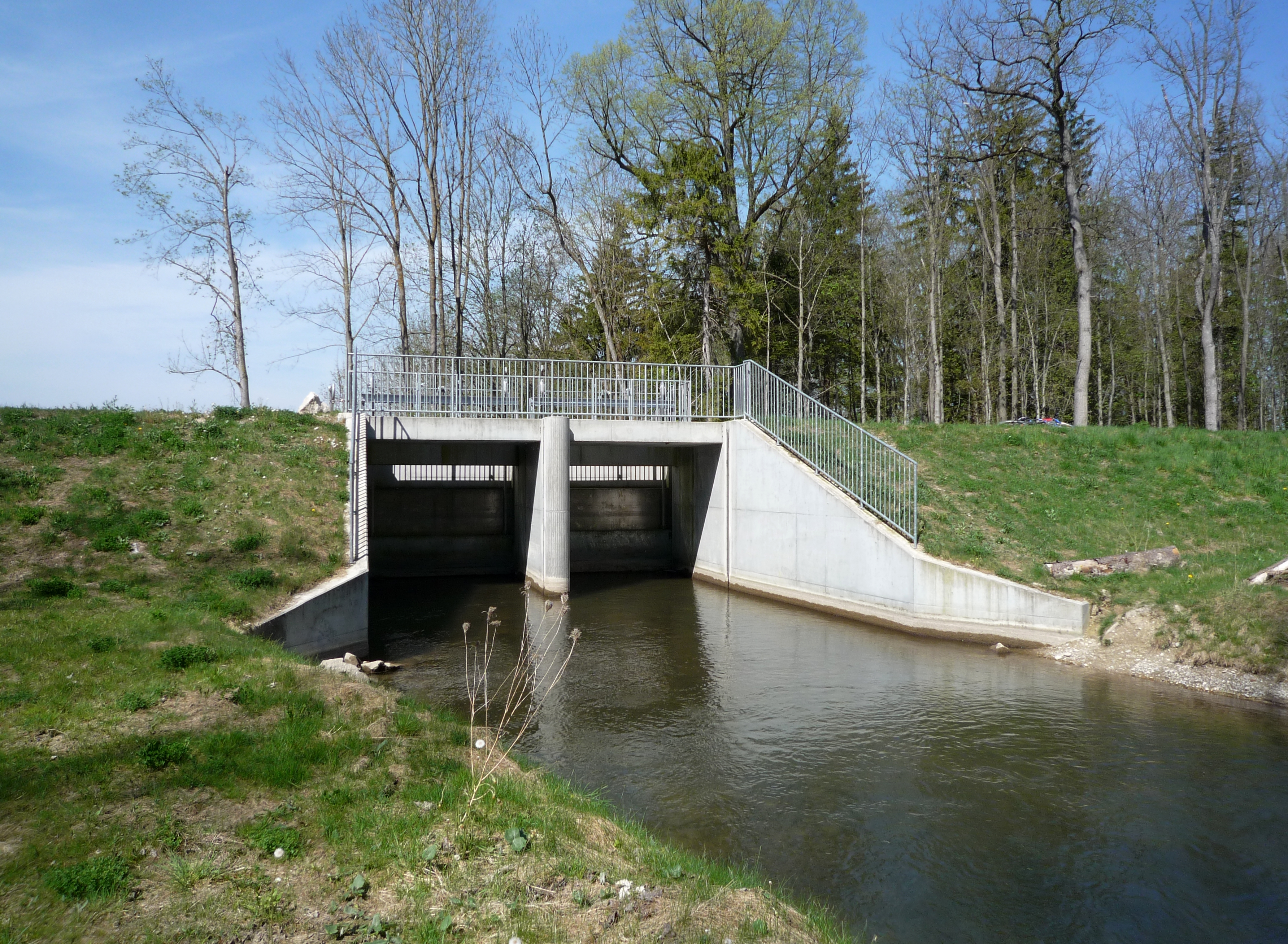
Wehr am Isardeich bei Oberhummel

### BayernAtlas („BA“)
Amtliche Online-Gewässerkarte mit passendem Ausschnitt und den hier benutzten Layern: Lauf und Einzugsgebiet des Mühlbachs

Allgemeiner Einstieg ohne Voreinstellungen und Layer: BayernAtlas der Bayerischen Staatsregierung (Hinweise)
1. 1 2 3 4  Höhe abgefragt auf dem Hintergrundlayer Amtliche Karte (Rechtsklick).

### Gewässerverzeichnis Bayern („GV“)
1. ↑  Länge nach: Verzeichnis der Bach- und Flussgebiete in Bayern – Flussgebiet Isar, Seite 65 des Bayerischen Landesamtes für Umwelt, Stand 2016 (PDF; 2,5 MB) (Seitenzahl kann sich ändern.)
2. ↑  Einzugsgebiet nach: Verzeichnis der Bach- und Flussgebiete in Bayern – Flussgebiet Isar, Seite 65 des Bayerischen Landesamtes für Umwelt, Stand 2016 (PDF; 2,5 MB) (Seitenzahl kann sich ändern.)

## Weitere Quelle
- Moosburg, Mühlbach und Bürgermühlstraße, Seite zum Mühlbach auf www.alt-moosburg.de mit Bildergalerie.